# Rottenbach (Wüstung)
Rottenbach ist eine Wüstung in der Gemarkung des Ortsteils Singen der Stadt Stadtilm im Ilm-Kreis in Thüringen.

## Ehemalige Lage
Die Wüstung lag beiderseits der Landesstraße 1114 von Stadtilm kommend nach Gösselborn führend. Etwa 300 Meter vor der Kreuzung der Landesstraße von Geilsdorf nach Singen befand sich beiderseits der ehemaligen Straße (heute die Landesstraße 1114) die Wüstung.

## Geschichte
Im Umfeld von Singen erfolgte diese Besiedlung im 11. und 12. Jahrhundert. Rottenbacher Siedler siedelte damals auch am Bachlauf des gleichnamigen kleinen Baches und waren eng mit der Entwicklung des Dorfes Singen verbunden. 1341 wurde das Dorf urkundlich genannt. 1432 wurde die Lage näher beschrieben. 1512 wurde bereits Rottenbach aufgegeben, denn man berichtete dann auf einmal von Wüstenrottenbach. Die Einwohner siedelten nach Singen und Hammersfeld. Die Felder wurden von da aus bewirtschaftet und tragen heute noch die Namen: Wüstungsflur, die neuen Äcker, Rottenbachsäcker und die nach Geilsdorf wahrscheinlich verkauften Flächen, nennen sich heute noch Rottenbach.